# Big Sur

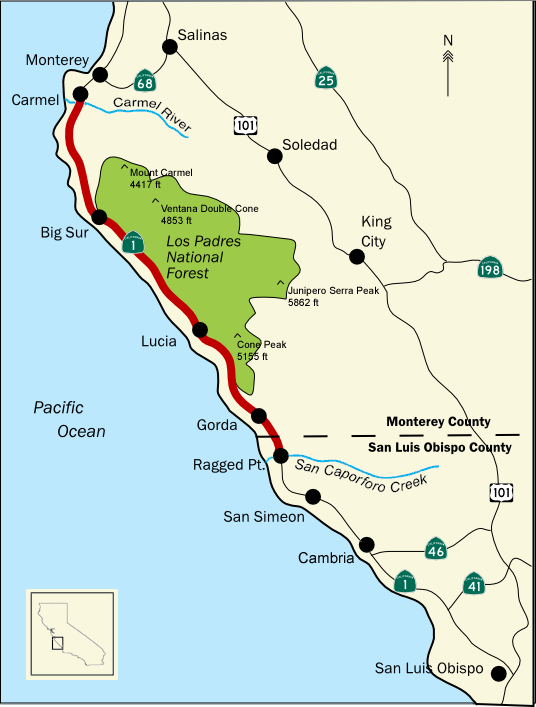
En av många gränsdragningar är kuststräckan mellan Carmel River i norr till San Carpoforo Creek i söder

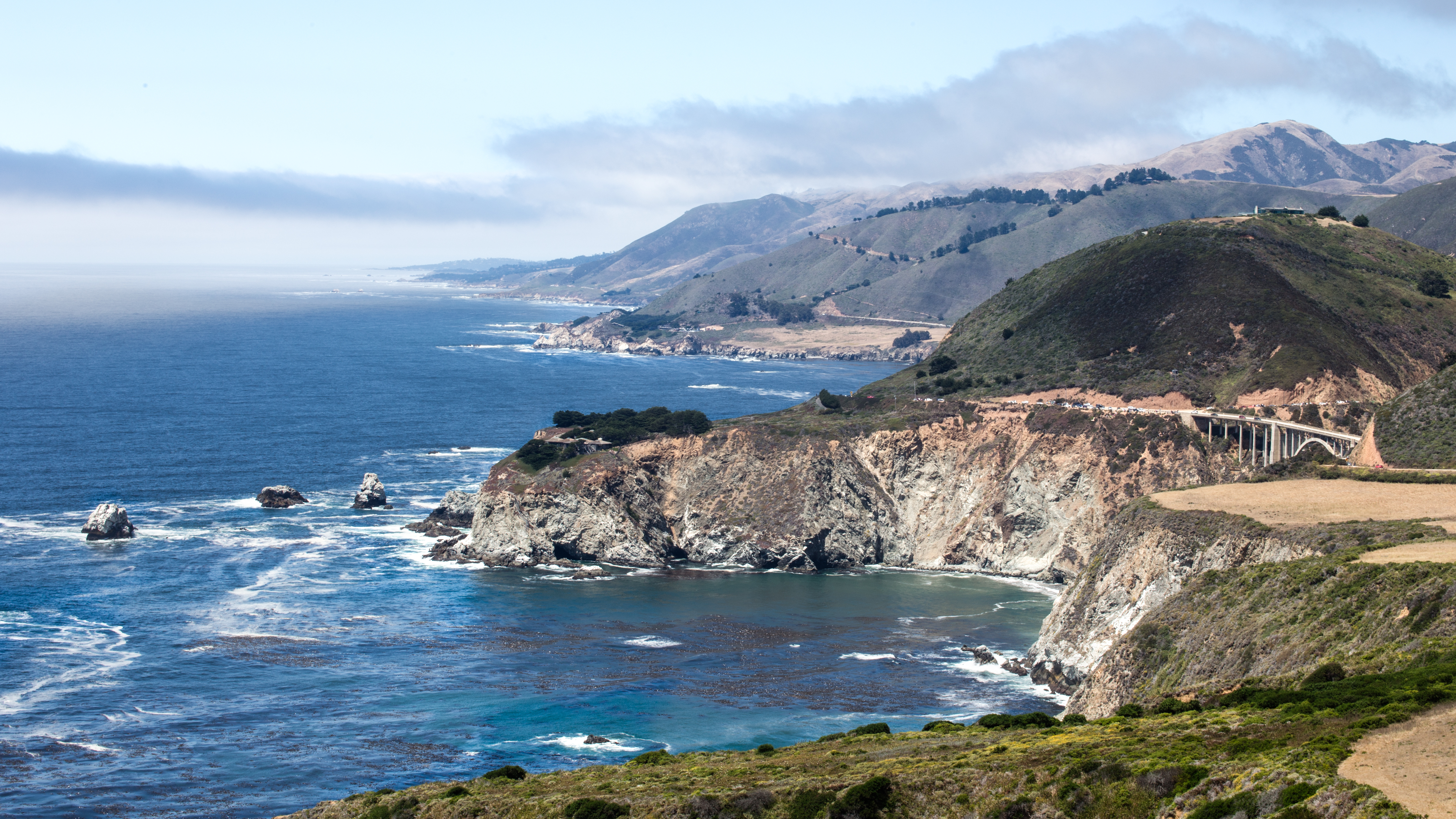
Exempel på det dramatiska landskapet i Big Sur.

Big Sur är en kustnära region i Kalifornien, USA. Kusten erbjuder dramatiska vyer där Santa Lucia-bergen möter Stilla havet, vilket gör området till en populär destination för turister som kör på den populära landsvägen Highway 1, vilken löper genom regionen. Regionen är glesbefolkad, med cirka 1 000 åretrunt-boende enligt statistik från år 2000.

## Geografi
Eftersom Big Sur inte är en officiell administrativ region, finns inte heller någon exakt definition av regionens gränser. En av många gränsdragningar är kuststräckan mellan Carmel River i norr till San Carpoforo Creek i söder, och ungefär 30 km inåt landet till den östliga foten av Santa Lucia-bergen. En annan, mer praktisk, gränsdragning är mellan San Simeon i söder och Carmel-by-the-Sea i norr, en sträcka på drygt 140 kilometer.

## Historia
Namnet Big Sur kommer från spanskans el sur grande vilket betyder "den stora södern", alternativt från el país grande del sur, vilket kan översättas med "det stora landet i syd", vilket anspelar på regionens läge söder om Monterey-halvön. Benämningarna stammar från den tid då området var en del av den spanska kolonin Alta California i början på 1800-talet.

## Konstnärer och populärkultur

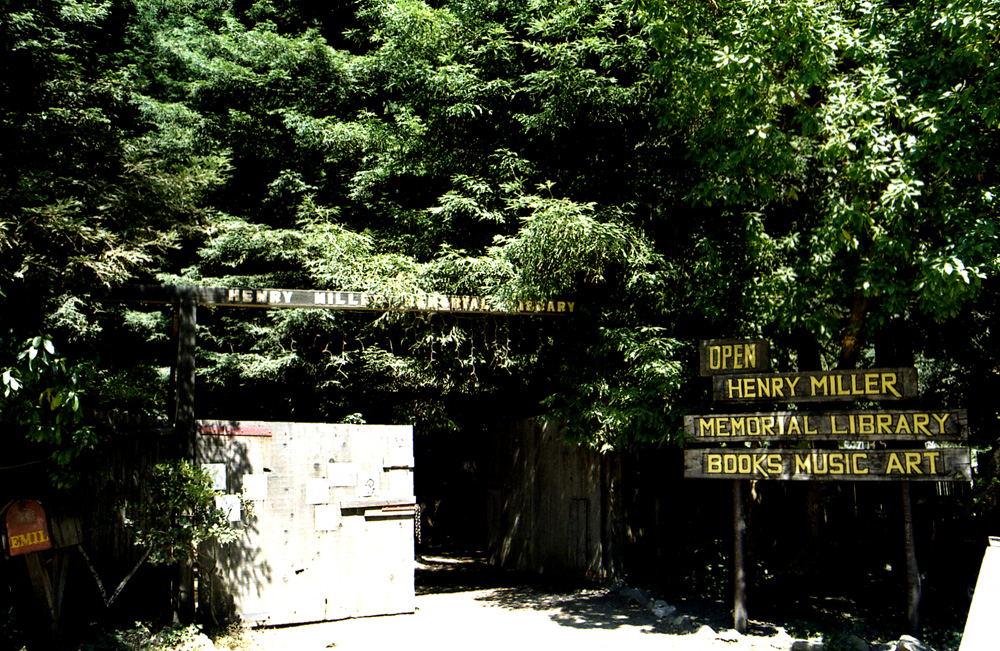
Författaren Henry Miller bodde i Big Sur mellan 1944 och 1962.

Big Surs relativa otillgänglighet och naturskönhet drog till sig författare och konstnärer under första halvan av 1900-talet, exempelvis Robinson Jeffers, Henry Miller, Edward Weston, Richard Brautigan, Hunter S. Thompson, Emile Norman och  Jack Kerouac. Jeffers började redan på 1920-talet att införa den romantiska idén om Big Surs vilda, otämjda natur i sin diktning, som fick nationell spridning. Landskapsfotografen Morley Baer gav efter Jeffers död ut boken Stones of the Sur där han lät sina svartvita fotografier ackompanjeras av Jeffers poesi. Henry Miller bodde i Big Sur mellan 1944 och 1962. I romanen Big Sur and the Oranges of Hieronymus Bosch (1957) beskriver han glädjen och vedermödorna med att undkomma det moderna livets "luftkonditionerade mardröm". Hunter S. Thompson arbetade under åtta månader 1961 som säkerhetsvakt och vaktmästare på Big Sur Hot Springs, innan det blev behandlingscentret Esalen Institute. Under sin tid där publicerades hans första artikel i den rikstäckande tidskriften Rogue, i vilken han berättade om Big Surs bohem- och hantverkarkultur.